# Departementsråd for Udenrigspolitik
Departementsråd for Udenrigspolitik (også kaldet Departementsråd for Udenrigs- og Sikkerhedspolitik) er en højtstående diplomatisk embedsmand i Statsministeriet, der fungerer som statsministerens øverste rådgiver i udenrigspolitiske og sikkerhedspolitiske spørgsmål. Stillingsindehaveren varetager en rolle, der stort set svarer til den nationale sikkerhedsrådgiver i USA. Stillingen betragtes som en af de mest indflydelsesrige embedsmandsstillinger i udformningen af dansk udenrigspolitik.
Som leder af Statsministeriets afdeling for udenrigspolitik, sikkerhed og Nordatlanten, fungerer stillingsindehaveren som regeringens øverste diplomat og såkaldte politiske "sherpa" under internationale topmøder. Sherpaer fungerer som særligt befuldmægtigede embedsmænd, der forud for topmøderne både forestår den fulde forberedelse og afklarer en række problemstillinger, hvorved statslederen frigøres tidsmæssigt.
Stillingen blev oprettet efter en organisatorisk omstrukturering af Statsministeriet i 1995 og rangerer umiddelbart under departementschefen. Før den formelle oprettelse havde statsministeren imidlertid flere rådgivere inden for udenrigs- og sikkerhedspolitik.

## Historie
Stillingen blev oprettet i 1995 som led i en større organisatorisk omstrukturering under statsminister Poul Nyrup Rasmussen. Denne strukturændring havde til formål at styrke statsministeriets rolle i koordineringen af udenrigspolitikken og førte til oprettelsen af en særlig udenrigspolitisk afdeling inden for statsministeriets departement. Som led i omstruktureringen blev statsministerens kontor opdelt i tre hovedafdelinger: udenrigspolitik og sikkerhed, indenrigspolitik og økonomiske anliggender samt regeringskoordinering og juridiske anliggender.
Den udenrigspolitiske afdeling blev ansvarlig for Danmarks internationale relationer, EU-politik og nordisk samarbejde, international økonomisk politik samt sikkerheds- og forsvarsanliggender, herunder NATO. Ved at integrere disse områder direkte i statsministeriets departement søgte regeringen at styrke den strategiske sammenhæng og sikre mere direkte politisk kontrol over centrale udenrigspolitiske beslutninger.

## Ansvarsområder
Den afdeling, som departementsråd for udenrigspolitik er chef for, er ansvarlig for bl.a. følgende områder:
- At yde strategisk rådgivning til statsministeren om udenrigs- og sikkerhedspolitik.
- At koordinere Danmarks udenrigspolitik på tværs af ministerierne, især med Udenrigsministeriet.
- At repræsentere Statsministeriet ved internationale topmøder og diplomatiske møder på højt plan.
- At sikre politisk sammenhæng i EU, NATO og multilaterale anliggender.

Ligesom størstedelen af de øvrige medarbejdere i statsministeren er stillingsindehaveren indlånt fra et andet regeringsministerium, i dette tilfælde Udenrigsministeriet. Det betyder ofte, at stillingsindehaveren har betydelig diplomatisk erfaring, og efter endt tjeneste i statsministeriet bliver vedkommende ofte udnævnt til vigtige diplomatiske poster eller højtstående stillinger i centraladministrationen.

## Liste over stillingsindehavere
| #  | Portræt | Navn                            | Embedsperiode | Embedsperiode |
| -- | ------- | ------------------------------- | ------------- | ------------- |
| 1  |         | Niels Egelund                   | 1995          | 1999          |
| 2  |         | Per Poulsen-Hansen              | 1999          | 2003          |
| 3  |         | Michael Peter Zilmer-Johns      | 2003          | 2005          |
| 4  |         | Bo Lidegaard                    | 2005          | 2007          |
| 5  |         | Thomas Ahrenkiel                | 2007          | 2010          |
| 6  |         | Ulrik Vestergaard Knudsen       | 2010          | 2013          |
| 7  |         | Lars Gert Lose                  | 2013          | 2015          |
| 8  |         | Michael Starbæk Christensen     | 2015          | 2019          |
| 9  |         | Jean-Charles Ellermann-Kingombe | 2019          | 2024          |
| 10 |         | Anders Tang Friborg             | 2024          | nu            |